# エマーシー・レコード
エマーシー・レコード（EmArcy Records）は、1954年にマーキュリー・レコードの子会社として発足された、ジャズ・レコード・レーベル。
その名称は、「Mercury Record Company」の頭文字「MRC (エムアールシー)」の音読みに由来する。
現在は、ユニバーサル ミュージック グループの傘下にある。
1962年以降活動休止状態で、1980年代にポリグラムにより一時期復活した。2000年代に新生し活動を再開、トマティートやマリア・クライヴロー、セリア・ネルゴール、マリア・ジョアン、ケティル・ビヨルンスタ等、ヨーロッパ系アーティストを中心とした特徴をもっている（現エマーシー）。なお、活動休止前の旧音源はヴァーヴ・レコードが持っている（旧エマーシー）。

## 沿革
- 1954年 マーキュリー・レコードの子会社として発足。
- 1958年 エディターのボブ・シャドが退社し、実質的な活動を終える。
- 1962年 フィリップスに売却、マーキュリーの子会社のライムライト・レコードにカタログを移し、休止状態になる。
- 1972年 フィリップスがシーメンスと合併し、ポリグラムを設立し、その系列下になる。
- 1987年 日本フォノグラムにより一時的に復活。同年、シーメンスは音楽事業から撤退、ポリグラムはフィリップスの完全子会社となる。
- 1998年 シーグラムがポリグラムを買収し、ユニバーサル ミュージックに統合、シーグラム（旧MCA）系のジャズ・レーベルがヴァーヴ・レコード系列に入り、翌年1月にヴァーヴ・ミュージック・グループを発足、エマーシーのカタログがここに移る。
- 2000年代 ヨーロッパ系ミュージシャンを中心としたレーベルとして復活。

## 代表的なアーティスト
- マックス・ローチ
- クリフォード・ブラウン
- キャノンボール・アダレイ
- サラ・ヴォーン